# Huebro
Huebro es una localidad española de la provincia de Almería en la comunidad autónoma de Andalucía perteneciente al municipio de Níjar. En el año 2022 contaba con 23 habitantes, según el INE. Sus coordenadas geográficas son 36° 59′ N, 2° 13′ O. Se encuentra situada a una altitud aproximada de 696 m s. n. m. y a unos 36 kilómetros (por la Autovía AL-12) de la capital de provincia, Almería. 
Esta barriada puede tratarse del primer asentamiento o población del municipio de Níjar.
Huebro vivió durante siglos de una agricultura de regadío tradicional, en parte heredada de los árabes, que aprovechaba el flujo de una fuente, el manantial de La Zanja, en el mismo núcleo de población donde se embalsaba y distribuía por todo el valle. Actualmente se conservan 19 norias en los 3 km lineales en que salva un desnivel de 400 m. El uso de las aguas dio lugar a las Ordenanzas del Valle de Huebro. Fue un municipio independiente hasta que en 1860 se integra en el de Níjar.

## Geografía
La localidad de Huebro se encuentra en el norte del municipio de Níjar, a unos 5 km de la villa de Níjar, en la Comarca Metropolitana de Almería, al sureste de la provincia de Almería. Está en el centro de la vertiente sur de la Sierra Alhamilla, sobre unos 700 m, en la cabecera del Valle de Huebro.

## Historia
Puede tratarse del primer asentamiento o localidad del actual municipio de Níjar, su nombre procede de Al-Ándalus: Huebro (Huelvo), ya mucho más tarde a partir de 1950 esta barriada llegó a alcanzar casi mil habitantes debido a una mina que se encontraba en la zona, actualmente cuenta con 26 hab (INE 2014). 
Fue un municipio independiente hasta 1860, que según se cita en el Diccionario de Madoz abarcaba una circunferencia de unas 8 leguas donde se encontraban muchas cortijadas, siendo las principales la Gallarda, Albercoque, Matanza, Chir i r i , Noreta y Manjorte.

## Geografía humana

### Demografía
| Gráfica de evolución demográfica de Huebro entre 1842 y 1857 |
| |
| Población de derecho según los censos de población del INE. Población de hecho según los censos de población del INE.Entre el censo de 1860 y el anterior, este municipio desaparece porque se integra en el municipio Níjar. |

Evolución
Datos de población de los últimos años, según el INE español:
| 23                        | 19 | 19 | 21 | 26 | 27 | 25 | 26 | 27 | 27 | 23 |
| (Fuente: INE [Consultar]) |    |    |    |    |    |    |    |    |    |    |

### Economía

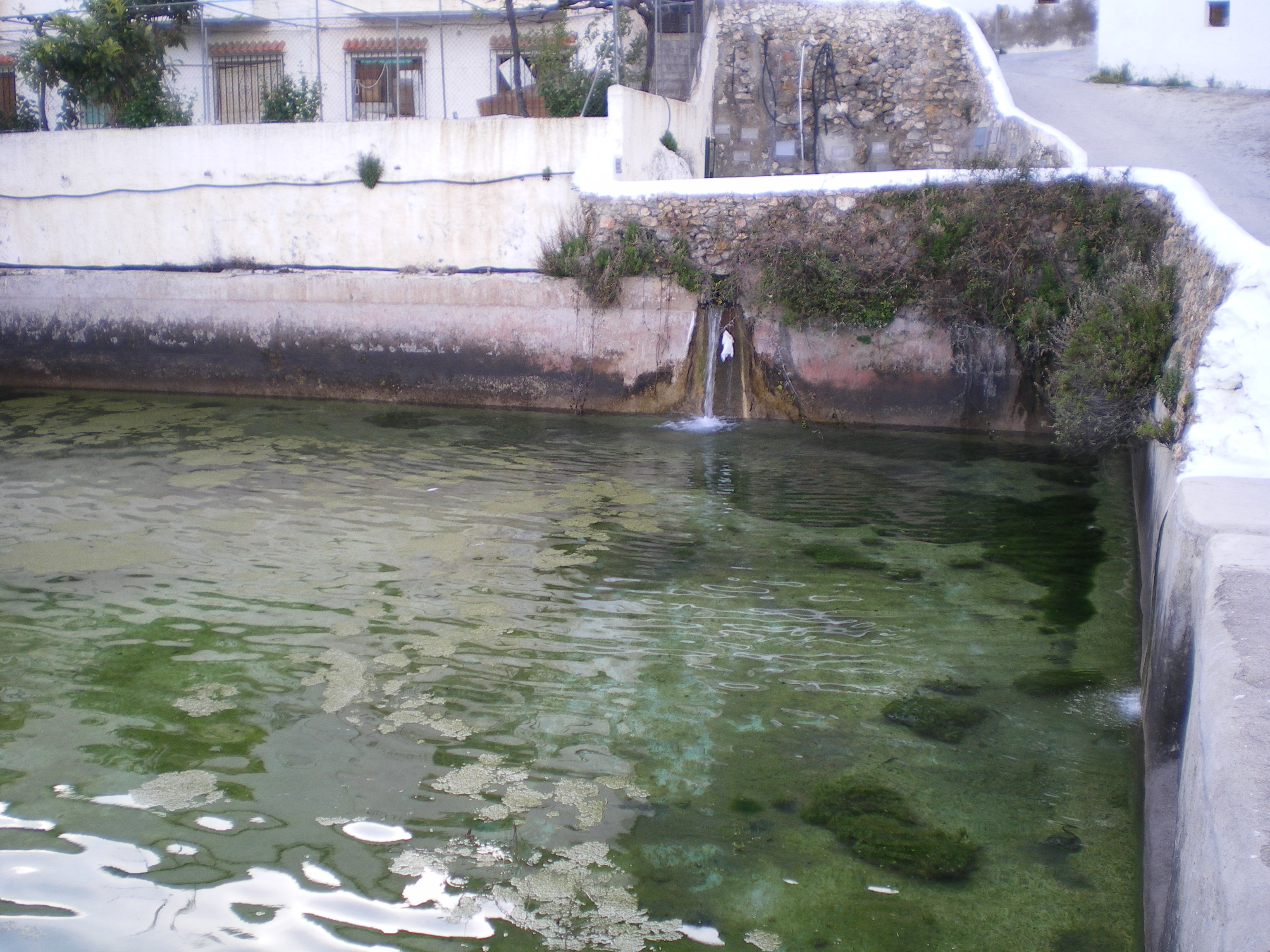
Manantial de La Zanja y balsa de riego.

Destaca la producción agrícola tradicional de huerta de regadío, el comercio local y el turismo rural.

## Tradiciones o festividades
El primer fin de semana del mes de octubre se celebra una romería en honor de su Patrona, la Virgen del Rosario, cuya imagen fue encontrada en los montes de los alrededores y traída a la iglesia por un pastor del pueblo de Dalias llamado Sebastián de Parra, en el año 1690, durante muchos años se la conoció con el nombre de la Virgen de Parra, al comenzar la guerra civil española fue enterrada por los mismos vecinos para evitar ser quemada, pero fue descubierta y pasó por las llamas. La imagen actual se adquirió después de finalizar el conflicto militar. Durante la celebración de estas fiestas se incluía una representación de Moros y cristianos, pero se extinguió por falta de población para representarla.
En  Miércoles Santo, se suele realizar la procesión de Jesús en el Calvario junto con María Santísima y San Juan Evangelista,en la misma localidad.

## Monumentos
- Castillo de Huebro: del siglo XII y construido por el imperio almohade.
- Iglesia de Huebro: de 1690 con algunas características de arte mudéjar.

### Bienes de interés cultural
- Anexo: Patrimonio Histórico Andaluz en el área metropolitana de Almería